# Arietocometes apicalis
Arietocometes apicalis is een keversoort uit de familie van de boktorren (Cerambycidae). De wetenschappelijke naam van de soort werd in 1880 als Cometes apicalis gepubliceerd door Charles Owen Waterhouse.